# 勵進研究船
勵進研究船（英語：Legend），為國家實驗研究院台灣海洋科技研究中心所管理及營運之海洋調查研究船。
「勵進」這個名字，代表著有越挫越勇以及精益求精的精神，其船身字體採用清朝乾隆時期書法家鄧石如之筆墨。研究船總噸位為 2,629 噸，長度達 76 公尺，寬度達 16公尺，最大船速 12 節。可搭載人數43人（包含船員19 名及科研人員24 名），滿載船況下最多可進行 30 天海上作業需求。由於2014年海研五號沉沒事件的前車之鑑，基於安全考量，船身加強各項結構安全，如減搖水櫃、雙層船殼設計，船體也有許多隔艙，緊急時能封鎖部分船艙以避免船體進水過多。同時，也具備了可輔助科研調查需求之原地迴轉的全迴轉式推進器，以及3,000 公尺工作級水下遙控無人載具（ROV）等特殊功能 。

## 大事記
勵進號由新加坡造船商Triyards Marine Services，在位於越南胡志明市的船廠建造。造船工程於2016年初開工，直至船舶下水，耗時約一年半製造，並於2018年5月23日在高雄港正式啟用，耗資8.9億。
2016年
- 3月24日，因應海研五號沈沒事故的損失，2,000噸級新船「勵進研究船」建造案由新加坡船商得標，同日於越南胡志明市舉辦安放龍骨儀式，估算預計工期14個月[11]，預定於2017年底啟用[12]。

2017年
- 5月7日，於越南胡志明市，舉行下水典禮。

2018年
- 1月18日，媒體報導勵進研究船已於2018年初拉回台灣。[13]
- 5月23日，高雄港正式啟用。原預計同年9月施行首航任務，因天氣與國際情勢影響，推延至同年10月底再行安排首航任務[14]。

2019年
- 3月9日－4月2日，首航科學探測任務為「南海海盆形成與演化」、「南海大地震、海嘯其天然災害潛勢研究」、「西太平洋季節交換與大氣模式之資料蒐集」[15]。

## 人員
- 人員配置：43人（船員19人，研究員24人）。

### 歷任船長
| 任次  | 姓名   | 任期    | 備註 |
| ----- | ------ | ------- | ---- |
| 第1任 | 黃久倖 | 2018年~ |      |

## 設備
- 全球衛星定位與船舶運動姿態系統
- 水下定位系統（－10,000公尺）
- 多音束聲納系統（淺海：600公尺；深海：11,000公尺）
- 單音束聲納系統（－11,000公尺）
- 地層剖面儀
- 都卜勒流剖儀(ADCP)
- 溫鹽深儀(CTD)
- 深海遙控無人載具ROV
- 巨型箱型岩心採樣器（口徑35公分）
- 震盪式岩心採樣器
- 活塞式／重力式岩心採樣器（採樣深度20公尺）
- 長支距多頻道震測系統
- 三台絞機：深海絞機、多功能絞機與多用途拉力絞機